# Jerzy Kukuczka

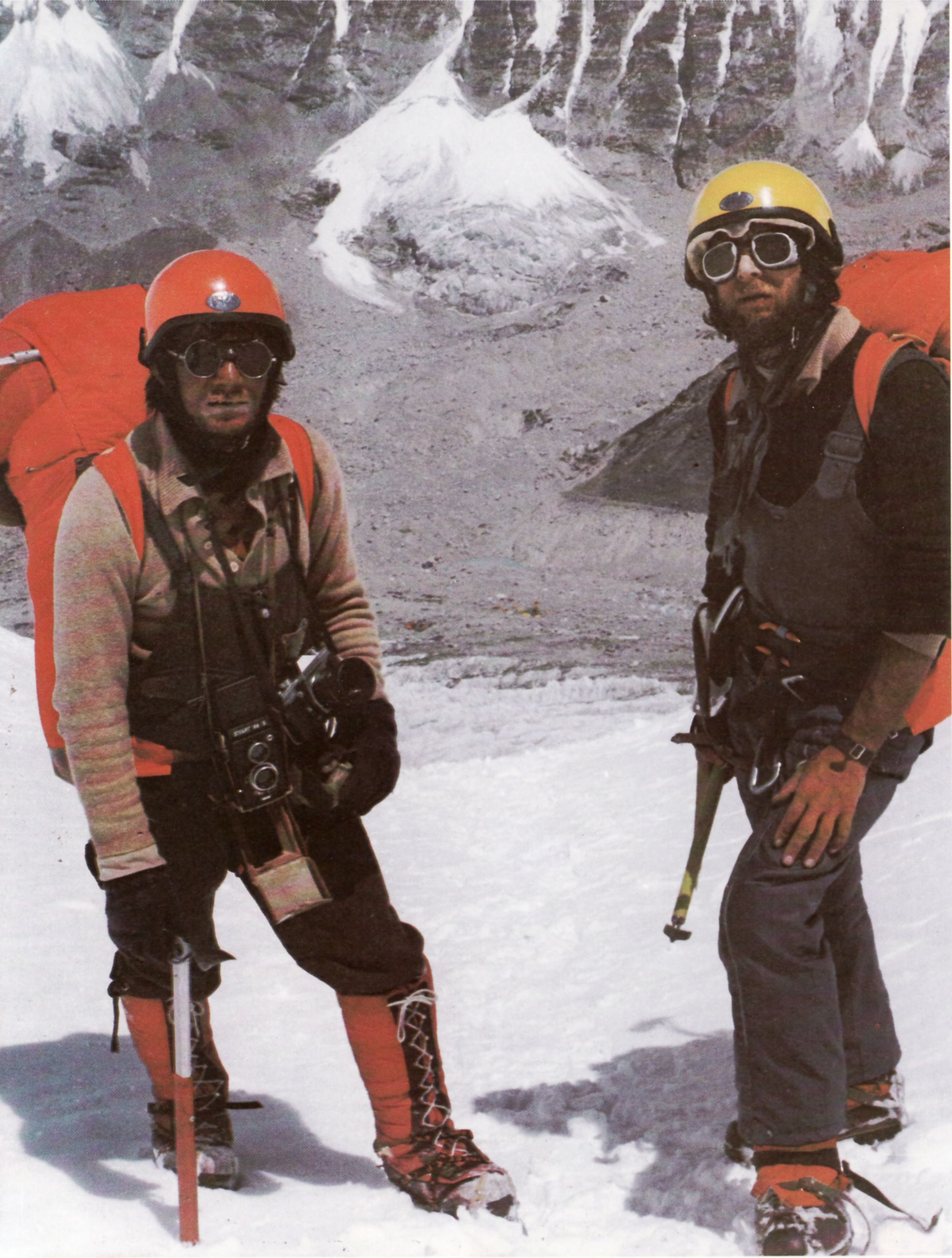
Jerzy Kukuczka (links) mit Andrzej Czok während der Besteigung des Mount Everest 1980

Józef Jerzy Kukuczka (* 24. März 1948 in Katowice; † 24. Oktober 1989 an der Südwand des Lhotse, Nepal) war ein erfolgreicher polnischer Bergsteiger. Er war der zweite Mensch, der alle 14 Achttausender bestieg.

## Leben
Kukuczkas Familie stammt aus Istebna in den Beskiden. In seiner Jugend betrieb er Gewichtheben, musste seine Ambitionen im Kraftsport jedoch auf ärztliches Anraten hin einstellen und widmete sich fortan dem Bergsport. 1965 trat er dem Harcerski Klub Taternicki in Katowice bei, einem alpinistischen Pfadfinderverein mit Fokus auf der Hohen Tatra. Im Jahr darauf widmete er sich erstmals dem Extrembergsteigen und erhielt 1967 nach einer entsprechenden Schulung im polnischen Teil des Riesengebirges sein Bergführerpatent.
Kukuczka bestieg zwischen 1979 und 1987 als zweiter Mensch (nach Reinhold Messner) alle 14 Achttausender, dabei nutzte er am Mount Everest zeitweise Flaschensauerstoff. Während seiner Besteigungen eröffnete er neun neue Routen und vollzog eine Solobegehung am Makalu. Fünf Besteigungen führte er im Alpinstil durch und vier erstmals im Winter.
Bei den Olympischen Winterspielen 1988 in Calgary wollte das IOC Messner und Kukuczka jeweils Olympische Orden in Silber verleihen. Messner lehnte die Auszeichnung jedoch mit der Begründung ab, dass er so eine Neuauflage eines Wettbewerbs bei der Besteigung aller Achttausender verhindern wolle. Kukuczka, der einen entscheidenden Unterschied zwischen der Ehrenmedaille des Olympischen Ordens und einer Olympiamedaille sah, nahm die Auszeichnung dagegen an.
Beim Versuch, als Erster die Südwand des Lhotse zu durchsteigen, verunglückte Kukuczka 1989 auf einer Höhe von 8200 Metern tödlich, als sein Seil riss und er zwei Kilometer in die Tiefe stürzte. Seine Leiche wurde in einer Eisspalte in der Nähe des Absturzortes gefunden und bestattet. In der an der Südwand des Lhotse nahegelegenen nepalesischen Siedlung Chukhung im Khumbu und auf dem Symbolischen Ehrenfriedhof der in den Bergen Verunglückten im Trümmertal der Hohen Tatra wurden ihm zu Ehren Gedenktafeln eingeweiht.

## Besteigungen

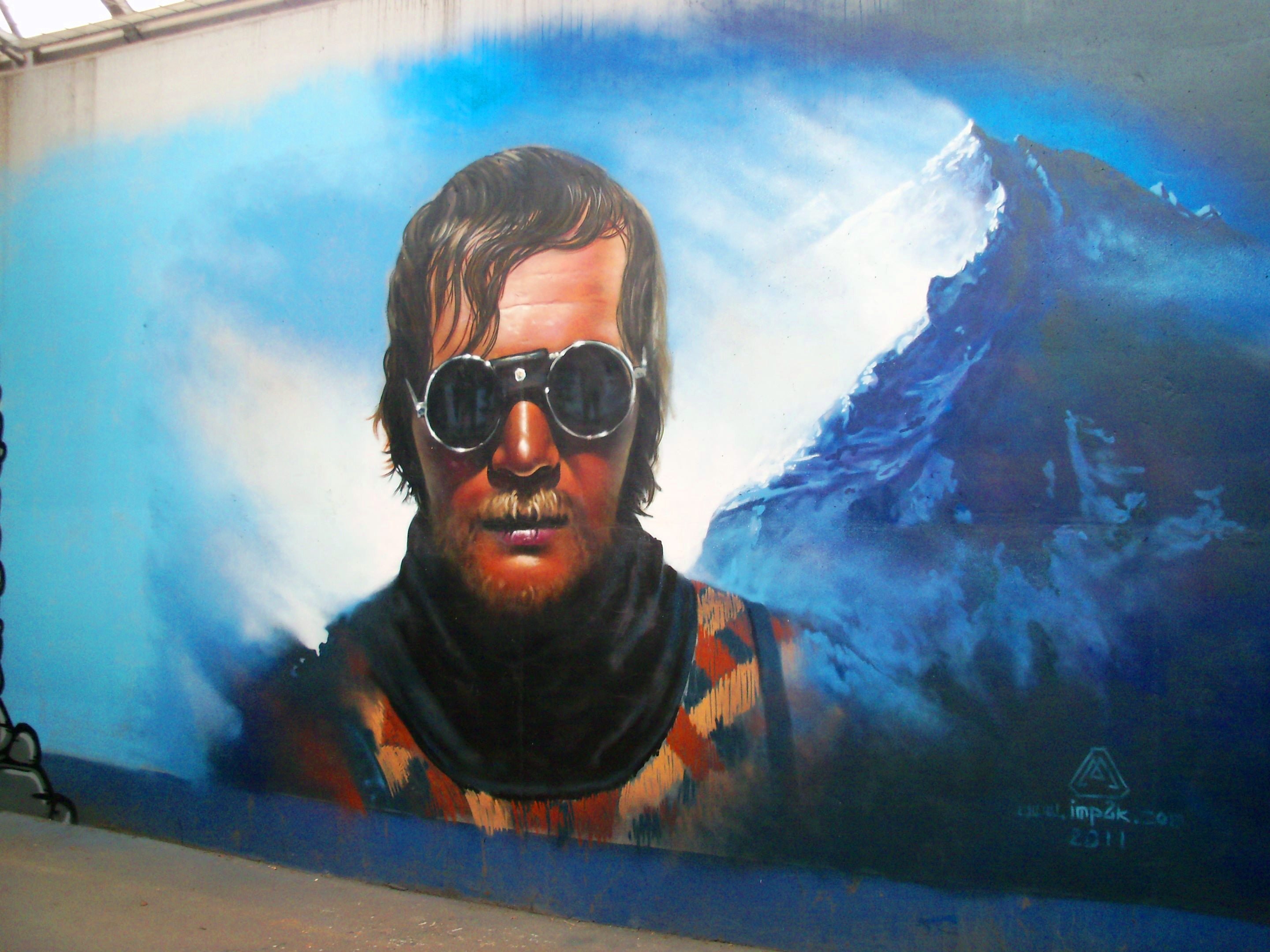
Graffito Kukuczkas in seiner Heimatstadt Katowice

- 1971: Mięguszowiecki Szczyt Pośredni (Mittlere Mengsdorfer Spitze) (Hohe Tatra) Nordwand, Winterbesteigung
- 1971: Teufelsnadel (Rilagebirge)
- 1972: Civetta Direktroute
- 1973: Mont Blanc Ostwand
- 1974: Mount McKinley (Alaska) Südwand
- 1975: Grandes Jorasses (Mont Blanc-Gruppe) Nordwand
- 1976: Kohe Tez (Hindukusch) (7015 m) über die Nordseite
- 1978: Tirich Mir Ost (7692 m)
- 4. Oktober 1979: Lhotse[6]
- 19. Mai 1980: Mount Everest[7],  erste Besteigung des Südpfeilers (teilweise mit Flaschensauerstoff)
- 1981: Malte Brun (Neuseeländische Alpen)
- 15. Oktober 1981: Makalu[6] über den Nordwestgrat, erste Alleinbegehung des Makalu
- 30. Juli 1982: Broad Peak[6] über den Normalweg im Alpinstil mit Wojciech Kurtyka
- 1. Juli 1983: Gasherbrum II[6]
- 23. Juli 1983: Hidden Peak[8]
- 17. Juli 1984: Broad Peak, erste Überschreitung von Nord-, Mittel- und Hauptgipfel
- 21. Januar 1985: Dhaulagiri,[6] erste Winterbesteigung
- 15. Februar 1985: Cho Oyu,[6] erste Winterbesteigung
- 13. Juli 1985: Nanga Parbat[9] über den Südostpfeiler der Rupalwand
- 11. Januar 1986: Kangchendzönga[10], erste Winterbesteigung
- 8. Juli 1986: K2[11] nach Erstdurchsteigung der Südwand
- 10. November 1986: Manaslu[12]
- 3. Februar 1987: Annapurna,[12] erste Winterbesteigung
- 18. September 1987: Shishapangma[13]
- 1988: Annapurna-Südwand bis zum Ostgipfel (8010 m)[14]